# Chaetophiloscia walkeri
Chaetophiloscia walkeri är en kräftdjursart som först beskrevs av Arthur Sperry Pearse 1915.  Chaetophiloscia walkeri ingår i släktet Chaetophiloscia och familjen Philosciidae. Inga underarter finns listade i Catalogue of Life.